# The Age of Love
Singles de Scooter
Fire
(1997) No Fate
(1997)
The Age of Love est une chanson de Scooter extraite de l'album Age of Love et sortie en juillet 1997.

## Liste des pistes
| 1. | The Age of Love            | 3:50 |
| 2. | The Age Of Love (Club Mix) | 6:07 |
| 3. | Turn Up That Blaster       | 5:20 |

## Samples
The Age of Love sample quatre chansons :
- Main Title From "Terminator 2" de Brad Fiedel (1991) ;
- Change the Beat (Female Version) de Beside (1982) ;
- (Nothing Serious) Just Buggin de Whistle (1986) ;
- Hells Bells d'AC/DC (1980).

## Classements

### Classements hebdomadaires
| Classement (1995)                  | Meilleure position |
| ---------------------------------- | ------------------ |
| Allemagne (Media Control AG)       | 14                 |
| Autriche (Ö3 Austria Top 40)       | 21                 |
| Finlande (Suomen virallinen lista) | 1                  |
| France (SNEP)                      | 35                 |
| Royaume-Uni (UK Singles Chart)     | 76                 |
| Suède (Sverigetopplistan)          | 20                 |
| Suisse (Schweizer Hitparade)       | 21                 |